# Gaietà Clausellas i Ballvé
Gaietà Clausellas i Ballvé   (Sabadell, 5 d'agost de 1863 - 14 d'agost de 1936) va ser un eclesiàstic català. Va fer el primer ensenyament als Escolapis de Sabadell i als catorze anys ingressà al Seminari Conciliar de Barcelona. Ordenat sacerdot el 1886, fou destinat primer a Olesa i després a Vilanova, abans de ser nomenat vicari de Sant Feliu, càrrec que ocupà des del 1898 fins a la mort de Fèlix Sardà i Salvany, el 1916, el qual substituí com a capellà de l'Asil de les Germanetes dels Avis Desemparats. Mossèn Gaietà, que era conegut com el «pare dels pobres», fou assassinat d'un tret al cap, un vespre d'agost de 1936, pels volts de Sant Julià d'Altura.
El 13 d’abril del 2024, el papa Francesc va aprovar el decret que reconeix Gaietà Clausellas com a màrtir per «l’odi de la fe». Gaietà Clausellas unit a Antoni Tort han estat beatificats pel cardenal Marcello Semeraro il 23 novembre del 2024 a la basílica de la Sagrada Família de Barcelona.